# Антіох IX Кізікський
Антіох IX Евсеб (дав.-гр. Αντίοχος Θ΄ Εὐσεβής; помер 95 до н. е.) прозваний Кізікеном (дав.-гр. Κυζικηνός; тобто з Кізіку) — басилевс Держави Селевкідів у 116 до н. е.—95 до н. е., став ініціатором нової боротьби за владу між Селевкідами.

## Життєпис
Походив з династії Селевкідів. Син царя Антіоха VII та Клеопатри Теї.
Тривалий час знаходився під опікою матері. У 125 до н. е. внаслідок палацевих інтриг його було відправлено до міста Кізік (біля Босфору) за наказом або Клеопатри Теї, або зведеного брата — басилевса Антіоха VIII. Тут він перебував до 116 року до н. е., коли вирішив повернутися.
Тоді ж оголосив про свої претензії на трон. Разом з тим зумів отримати підтримку з боку Птолемея X.
У 115 до н. е. захопив південь Сирії, а у 113 році відібрав у брата Антіохію. Протягом 112—110 років до н. е. Антіохія разом із Сирією декілька разів переходили з рук у руки. Зрештою було укладено угоду, згідно з якою Антіох IX отримав Келесирію та Фінікію.
Незабаром війна з Антіохом VIII поновилася. У 96 році до н. е. останнього було вбито Діонісієм, тираном Берої. Цим скористався Антіох IX, який захопив Сирію, одружившися на удові Антіоха Гріпа — Клеопатрі Селені. Втім у 95 році до н. е. він зазнав нищівної поразки від Селевка VI, сина Антіоха VIII. В результаті: за одними відомостями його було схоплено й страчено, за іншими — наклав на себе руки.

## Родина
1. Дружина — Клеопатра IV
Діти:
- Антіох

2. Дружина — Клеопатра Селена